# Tudor IT Process Assessment
Pour les articles homonymes, voir TIPA.
Tudor IT Process Assessment, dit TIPA, est un cadre méthodologique pour l’évaluation de processus. La première version fut publiée en 2003 par le Centre de recherche public Henri-Tudor basé à Luxembourg. Aujourd’hui, TIPA est une marque déposée du Luxembourg Institute of Science and Technology (LIST). TIPA propose une démarche structurée pour déterminer l'aptitude de processus en comparaison aux bonnes pratiques du métier. TIPA contribue également à l'amélioration  des processus en proposant une analyse des écarts et des actions d'amélioration ciblées.

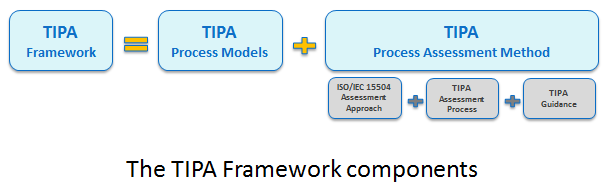
TIPA combine des modèles de processus spécifiques au domaine évalué à la méthode générique d'évaluation des processus TIPA.

TIPA utilise l'approche générique d'évaluation des processus publiée par l'Organisation internationale de normalisation (ISO) et la Commission électrotechnique internationale (CEI) dans ISO/CEI 15504 – Process Assessment (maintenant ISO/CEI 33000). Les exigences de ISO/CEI 15504-2 concernant la réalisation d'évaluations de processus sont reprises, structurées et documentées dans le processus d'évaluation TIPA (TIPA Assessment Process). En plus de ce processus, la méthode d'évaluation de processus TIPA (TIPA Process Assessment Method) est agrémentée de conseils d'utilisation et de retours d'expérience qui renforcent l'utilisabilité de la méthode. La méthode d'évaluation de processus TIPA peut être utilisée pour évaluer des processus de n'importe quel domaine d'activité (à partir du moment où ils sont définis dans un modèle de processus conforme aux exigences de la norme). La méthode TIPA est complétée par une boîte à outils complète qui fournit des modèles de documents et de présentations, des outils de notation et des structures de rapports. Ces outils aident l'évaluateur à chaque étape du projet d'évaluation. La boîte à outils peut être adaptée à tout domaine d'application.

## Aperçu
Une évaluation des processus est réalisée afin d'avoir une bonne visibilité sur l'état des pratiques actuelles d'une organisation dans un domaine particulier (par ex. la gestion des services informatiques dans TIPA pour ITIL). L'objectif est de comparer ces pratiques à l'état de l'art dans ce domaine afin de pouvoir mesurer objectivement la maturité des pratiques actuelles et de formuler des propositions pertinentes pour l'amélioration de ces processus.   
L' analyse des écarts aide à identifier les forces/faiblesses/opportunités/menaces (en anglais SWOTs), aide à avoir une vision claire de la situation actuelle, et permet de proposer des actions d'amélioration.
Des entretiens avec les acteurs des processus en entreprise sont utilisés pour comprendre comment les processus sont mis en œuvre, et une échelle de notation de l'aptitude des processus est utilisée pour mesurer l'écart entre l'état de l'art et la réalité du terrain.
Un projet d'évaluation commence par déterminer clairement l'objectif de l'évaluation pour ensuite définir le périmètre du projet. Un projet d'évaluation implique différents rôles. Il est structuré en 6 phases et supporte différents outils méthodologiques (modèles, feuilles de calcul) fournis dans la boîte à outils TIPA.

## Historique
En 2002 les premiers cas d'adoption du cadre de référence ITIL étaient observés sur le marché luxembourgeois. Au même moment, la révision de la norme pour l'évaluation des processus ISO/CEI 15504 en faisait une norme générique pour l'évaluation de tout type de processus, quel que soit le domaine d'activité. Des chercheurs du CRP Henri Tudor, membres actifs du groupe de travail ISO chargé de cette transformation au sein du ISO/CEI JTC 1/SC 7, eurent l'idée d'appliquer et d'expérimenter le nouveau cadre d'évaluation conjointement aux processus de développement de logiciels et de gestion des opérations IT.  Cette idée déboucha sur la définition du projet de recherche et développement AIDA (Approche Intégrée D'Amélioration), défini en 2003. Ce projet avait pour ambition d'appliquer une même méthode pour la définition et l'évaluation des processus du côté développement comme du côté gestion des opérations IT. Le projet permit de développer une méthode structurée d'évaluation des processus pour la Gestion des services informatiques basée sur ITIL. Cette méthode était entièrement compatible avec celle décrite dans ISO/CEI 15504, originellement prévue pour évaluer les processus de développement de logiciel.
Les premiers Modèle d'Évaluation de processus pour ITIL V2 furent développés et expérimentés durant les années 2004-2005 en partenariat avec des experts ITIL. Davantage d'expérimentations eurent lieu les années suivantes localement au Luxembourg, et dans différentes parties du monde. En 2009 AIDA fut renommé TIPA (Tudor IT Process Assessment) et la marque officiellement enregistrée pour le Centre de Recherche Public Henri Tudor. La méthode complète fut publiée en Anglais en 2009 dans le livre ITSM Process Assessment Supporting ITIL. Une mise à jour majeure de TIPA pour ITIL eut lieu en 2013 pour assurer l'alignement de la méthode avec ITIL 2011. Cette mise à niveau fut également l'occasion d'améliorer la qualité globale du cadre d'évaluation sur base de 8 années d'expérimentation par le CRP Henri Tudor et les utilisateurs historiques de la méthode TIPA. La dernière mise à jour en date fut réalisée en 2014 avec l'introduction de classes d'évaluation alignées avec les exigences de la série de normes ISO/CEI 3300x, fruit de l'évolution de la norme ISO/CEI 15504.
Le 1er janvier 2015, le CRP Henri Tudor est devenu le LIST (Luxembourg Institute of Science & Technology) à la suite de sa fusion avec le CRP Gabriel Lippman. L'équipe à l'origine de TIPA continue à développer et maintenir TIPA au sein du LIST.

## Applications
- pour comparer vos processus avec l'état de l'art
- pour déterminer l'aptitude de vos processus
- pour comparer l'aptitude de vos processus à des processus d'autres domaines
- pour identifier les forces, faiblesses, et opportunités d'amélioration
- pour structurer un plan d'amélioration et définir des priorités
- pour suivre le progrès et démontrer l'efficacité des actions d'amélioration
- pour comparer des partenaires
- pour se positionner par rapport à des concurrents
- pour supporter la sélection de fournisseurs en fonction d'objectifs métier et d'exigences client

## TIPA pour ITIL
TIPA pour ITIL est l'application du cadre TIPA au domaine de la Gestion des services informatiques.  TIPA pour ITIL applique la méthode d'évaluation de processus TIPA aux bonnes pratiques de gestion des services informatiques telles que définies dans ITIL 2011,,,,.

### ISO/CEI 15504

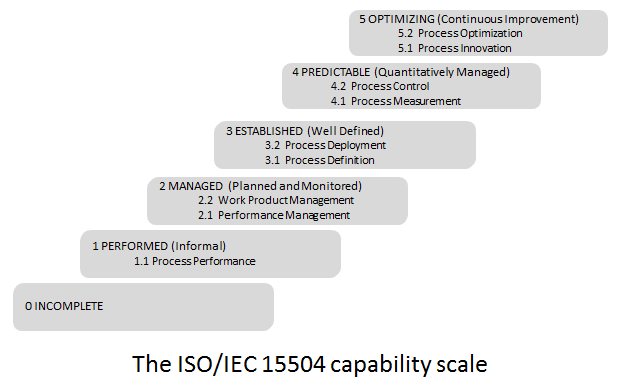
Les processus sont caractérisés par 9 attributs. La définition de ces attributs aide à comprendre l'aptitude des processus.

TIPA applique l'approche d'évaluation définie dans ISO/CEI 15504, qui peut être utilisée dans trois cas d'utilisation :
a) par ou de la part d'une organisation avec l'objectif de comprendre l'état de ses propres processus en vue de les améliorer;
b) par ou de la part d'une organisation avec l'objectif de déterminer l'adéquation de ses propres processus par rapport à un besoin particulier ou un type de besoins;
c) par ou de la part d'une organisation avec l'objectif de déterminer l'adéquation des processus d'une organisation tierce pour un contrat particulier ou un type de contrats.
La méthode TIPA est structurée en ciblant principalement le premier cas d'utilisation mais est compatible avec les deux autres. 
TIPA utilise l'échelle de notation et les niveaux d'aptitude définis dans la norme ISO/CEI 15504. 
L'échelle de notation ordinale à quatre valeurs (Pas réalisé, Partiellement réalisé, Largement réalisé, Complètement réalisé) est utilisée pour exprimer le niveau de mise en œuvre des attributs des processus.

### ITIL
ITIL est un ensemble de bonnes pratiques pour la Gestion des services informatiques qui vise l'alignement des services informatiques avec les besoins du métier. Les bonnes pratiques ITIL sont structurées en processus. TIPA pour ITIL permet d'évaluer ces processus. Mais une évaluation de processus conforme à la norme ISO/CEI 15504 doit être réalisée en référence à un Modèle d'Évaluation de processus qui combine la description des processus en termes d'objectifs et de résultats attendus, avec des indicateurs de mise en œuvre et d'aptitude. Le modèle d'évaluation de processus TIPA pour ITIL contient cette description structurée des processus ITIL. Il a été développé grâce à l'utilisation de techniques d'ingénierie des exigences, ce qui garantit certaines caractéristiques de qualité (traçabilité, exhaustivité, utilisabilité, évaluabilité) attendues pour un modèle de processus conforme aux exigences de la norme ISO/CEI 15504.

### Spécificité de TIPA
- TIPA va au-delà des exigences de ISO/CEI 15504 et propose un processus d'évaluation détaillé, entièrement décrit.
- TIPA recommande le recours aux entretiens comme principal moyen de collecte de preuves de mise en œuvre et d'aptitude des processus.
- TIPA insiste sur la nécessité de réaliser une analyse SWOTs comme partie intégrante de tout projet d'évaluation de processus visant un programme d'amélioration.
- TIPA est accompagné avec une boîte à outils complète qui fournit modèles et outils pour chacune des étapes du projet d'évaluation de processus. La boîte à outils peut être adaptée à tout domaine d'application.

## Composants de TIPA

### 6 phases

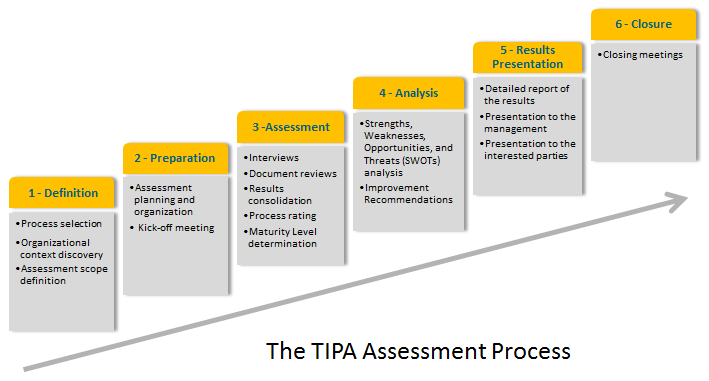
Une évaluation est structurée sous forme de projet composé de six phases, chaque phase étant un prérequis pour la phase suivante. Certaines activités sont cependant optionnelles pour une évaluation de Classe 3.

#### 1- Définition
L'objectif de la phase de Définition est de définir le périmètre de l'évaluation, d'identifier les acteurs-clés, de s'accorder sur l'offre de service et de valider formellement le document de définition du périmètre de l'évaluation.

#### 2- Préparation
Cette deuxième phase a pour objectif de produire le planning de déroulement de l'évaluation, et de préparer l'évaluation (préparer l'équipe d'évaluation, les documents de support utilisés durant l'évaluation et les personnes qui seront interrogées).

#### 3- Évaluation
Cette phase est l'étape-clé du projet d'évaluation, pendant laquelle les entretiens sont réalisés et les documents revus pour permettre la notation des processus et la détermination de leur niveau d'aptitude.

#### 4- Analyse
À la suite de la phase d'évaluation, les informations rassemblées sont analysées et une analyse SWOTs est réalisée avant de formuler les recommandations d'amélioration.

#### 5- Présentation des résultats
Les résultats sont présentés aux principales parties prenantes, et le rapport d'évaluation détaillé est remis.

#### 6- Clôture
Le projet d'évaluation peut alors être clôturé.

### Rôles
Les six phases sont supervisées par un évaluateur en chef (Lead Assessor) et sont déroulées par un ou plusieurs évaluateurs.
- TIPA Assessor : il conduit les interviews et analyse les résultats pour tirer les conclusions sur le niveau d'aptitude des processus évalués.
- TIPA Lead Assessor :  il est responsable de la conformité par rapport à la norme ISO/CEI 15504 de la manière dont la méthode est déroulée et des résultats de l'évaluation. Il gère le projet d'évaluation dans son ensemble. Une évaluation TIPA ne peut pas être réalisée sans un "Lead Assessor".

### Les Classes d'évaluation TIPA
TIPA définit trois classes d'évaluations, à l'image de ce que propose CMMI avec SCAMPI (Standard CMMI Appraisal Method for Process Improvement).
Une évaluation TIPA peut être réalisée différemment en fonction du niveau de confiance requis sur les résultats, et des ressources disponibles pour réaliser l'évaluation. Une évaluation TIPA Classe 1 nécessite plus de ressources qu'une Classe 2, et une évaluation Classe 2 en demande plus qu'une Classe 3.
- TIPA Classe 1 garantit le meilleur niveau d'objectivité, de rigueur et de confiance dans les résultats de l'évaluation, grâce à une collecte plus importante de preuves que pour les deux autres classes.
- TIPA Classe 2 correspond à la méthode TIPA telle que définie à l'origine. La Classe 2 est un bon compromis entre le coût (ressources consommées) et la qualité des résultats de l'évaluation.
- TIPA Classe 3 est une formule plus légère. Elle nécessite moins de ressources, moins de preuve, et moins de temps que les deux autres classes, mais fournit également des résultats limités et une analyse réduite.

#### Tableau comparatif des Classes d'évaluation
|                                             | TIPA Classe 1                                                               | TIPA Classe 2                                                                                | TIPA Classe 3                                                         |
| ------------------------------------------- | --------------------------------------------------------------------------- | -------------------------------------------------------------------------------------------- | --------------------------------------------------------------------- |
| Gestion du projet d'évaluation              | 1 Lead Assessor TIPA exigé                                                  | 1 Lead Assessor TIPA exigé                                                                   | 1 Lead Assessor TIPA exigé                                            |
| Nombre d'évaluateurs (par processus)        | 2 évaluateurs TIPA certifiés (dont un peut être le Lead Assessor du projet) | 2 évaluateurs TIPA certifiés (dont un peut être le Lead Assessor du projet)                  | 1 évaluateur TIPA certifié (qui peut être le Lead Assessor du projet) |
| Indépendance de l'équipe d'évaluation       | Équipe d'évaluation complètement indépendante de l'organisation évaluée     | Équipe d'évaluation avec séparation de responsabilité du personnel de l'organisation évaluée | Aucune exigence d'indépendance de l'équipe d'évaluation               |
| Nombre minimum d'interviews (par processus) | 4                                                                           | 3                                                                                            | 2                                                                     |
| Notation des interviews                     | 1 notation par interview                                                    | 1 notation par interview                                                                     | 1 notation unique autorisée pour toutes les interviews                |
| Sources de preuve                           | 2 sources                                                                   | 1 source (seconde source recommandée dans des cas spécifiques)                               | 1 source                                                              |
| Niveau de rigueur                           | +++                                                                         | +++                                                                                          | ++                                                                    |
| Niveau de confiance                         | +++                                                                         | ++                                                                                           | ++                                                                    |
| Répétabilité                                | +++                                                                         | +++                                                                                          | +                                                                     |
| Coût                                        | +++                                                                         | ++                                                                                           | +                                                                     |
| Publication des résultats                   | Certificat                                                                  | Certificat                                                                                   | Certificat                                                            |

### Outils
La boîte à outils TIPA propose un ensemble d'outils méthodologiques et bureautiques qui encadrent toutes les étapes du projet d'évaluation. Tous les évaluateurs TIPA certifiés peuvent utiliser ces outils pour réaliser des évaluations TIPA.
La boîte à outils TIPA contient :
- Des modèles de présentations
- Le modèle d'évaluation de processus
- Les outils de gestion du projet d'évaluation
- Les questionnaires utilisés durant les entretiens
- Les outils de notation des processus
- Les modèles de rapport d'évaluation

Ces outils sont disponibles pour les différentes classes d'évaluation.

## Certification
Le transfert de TIPA pour ITIL sur le marché est supporté par un programme de formation et de certification développé en partenariat entre la société ITPreneurs (organisme de formation) et le Luxembourg Institute of Science and Technology (autorité de certification). Les certifications disponibles sont : "TIPA Assessor" et "TIPA Lead Assessor".

## Partenariat
TIPA a été développé par le CRP Henri Tudor, devenu en 2015 le Luxembourg Institute of Science and Technology, en collaboration avec différents partenaires parmi lesquels : 
- Van Haren Publishing[10], éditeur de bonnes pratiques, méthodes et normes. Van Haren est l'éditeur du livre “ITSM Process Assessment supporting ITIL” qui décrit la méthode TIPA en Anglais.
- ITPreneurs[11], fournisseur de contenu et de services pour les formations dans le domaine de l'IT. ITpreneurs est l'organisme de formation officiel pour TIPA pour ITIL.

## Limitations
TIPA a renommé "aptitude de processus" en "maturité de processus" ce qui peut engendrer une confusion.
TIPA pour ITIL ne permet pas pour l'instant de déterminer la maturité organisationnelle. En outre aucune donnée de "benchmarking" n'est actuellement disponible.

## Sources officielles
- « Itsm Process Assessment Supporting Itil - Using Tipa to Assess and Improve Your Processes With Iso 15504 and Prepare for Iso 20000 Certification. » [PDF] or hardcopy, TIPA Handbook (First edition, December 2009,  (ISBN 9789087535643)), Van Haren Publishing, 2009 (consulté le 1er janvier 2010)
- « TIPA Classes of Assessment. » [PDF], Whitepaper, CRP Henri Tudor, 2014 (consulté le 10 mars 2014)

## Sites web officiels
- TIPA online - http://www.tipaonline.org
- Luxembourg Institute of Science and Technology - http://www.list.lu/en/project/tipaR/